# Лёвенталь, Иоганн Якоб
Иоганн Якоб Лёвента́ль (венг. Löwenthal János Jakab, англ. Johann Jacob Löwenthal; 15 июля 1810, Пешт — 20 июля 1876, около Гастингса) — английский, ранее австро-венгерский, шахматист, один из сильнейших в мире в середине XIX века. Шахматный литератор. Редактор (1863—1867) журнала «The Chess Player's Magazine».

## Биография
Родился в Будапеште в еврейской купеческой семье. Там же окончил гимназию.
Участник матча по переписке Пешт — Париж (1842—1845), в котором венгерские шахматисты (Й. Сен, В. Гримм) выиграли обе партии. После участия в венгерской революции (1848/1849) был вынужден эмигрировать в США, где сыграл (1850) небольшой матч с 13-летним П. Морфи — ½ : 1½. С 1851 жил в Англии. Выступил в 1-м международном турнире в Лондоне (1851), но проиграл в первый же матч Э. Уильямсу — ½ : 2½. Высших достижений (1-е место) добился в турнире Британского шахматной ассоциации (Манчестер, 1857; впереди А. Андерсена) и на турнире в Бирмингеме (1858; впереди Э. Фалькбеера, Г. Стаунтона, П. Ш. Сент-Амана).

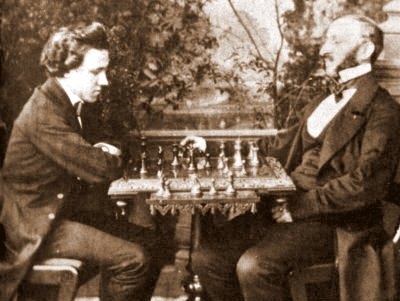
П. Морфи (слева) — И. Лёвенталь (справа), 1858 год

Сыграл ряд матчей, наиболее важные из них: с Э. Уильямсом (1851; +7 −5 =4), А. Андерсеном (1851; 2 : 5), Б. Горвицем (1852; 4 : 1), Д. Гарвицем (1853; +10 −11 =10).
В 1858 проиграл матч П. Морфи — 4 : 10 (+3 −9 =2), но с лучшим среди европейских мастеров результатом. Активный организатор шахматной жизни Англии.

## Книги
- Morphy’s games, N. Y. — L., 1860 ;
- Works on the history and theory of chess, English and Foreign, L., 1876.